# Kanton Palinges
Palinges is een voormalig kanton van het Franse departement Saône-et-Loire. Het kanton maakte deel uit van het arrondissement Charolles. Het werd opgeheven bij decreet van 18 februari 2014, met uitwerking op 22 maart 2015. Alle gemeenten werden toegevoegd aan het kanton Charolles.

## Gemeenten
Het kanton Palinges omvatte de volgende gemeenten:
- Grandvaux
- Martigny-le-Comte
- Oudry
- Palinges (hoofdplaats)
- Saint-Aubin-en-Charollais
- Saint-Bonnet-de-Vieille-Vigne
- Saint-Vincent-Bragny